# 戈斯氏隱帶麗魚
戈斯氏隱帶麗魚，為輻鰭魚綱鱸形目隆頭魚亞目慈鯛科的其中一種，分布於南美洲法屬圭亞那的Oyapock河及Approuague河流域，體長可達4.4公分，棲息在河川中底層水域，生活習性不明，可作為觀賞魚。

## 擴展閱讀
維基物種上的相關：戈斯氏隱帶麗魚